# Alhariz
Alhariz (Allariz) é um município da Espanha na província de Ourense, comunidade autónoma da Galiza. Tem 85,3 km² de área e em 2021 tinha 6 314 habitantes (densidade: 74 hab./km²).

## Toponímia
João de Barros associa a origem do nome a um rei godo de nome Alarico
"Alhariz - vila do Reino de Galiza, tomou este nome de Alarico, Rei Godo que a fundou. Está a três léguas de Chaves.".

## Demografia
| Variação demográfica do município entre 1991 e 2004 | Variação demográfica do município entre 1991 e 2004 | Variação demográfica do município entre 1991 e 2004 | Variação demográfica do município entre 1991 e 2004 |
| --------------------------------------------------- | --------------------------------------------------- | --------------------------------------------------- | --------------------------------------------------- |
| 1991                                                | 1996                                                | 2001                                                | 2004                                                |
| 5323                                                | 5178                                                | 5125                                                | 5313                                                |

## Cultura
- Parque Etnográfico de Alhariz